# Zvezda-VDV
Le HK Zvezda-VDV  - en russe Хоккейный клуб Звезда-ВДВ - est un club de hockey sur glace de Dmitrov en Russie. Il évolue dans la VHL.

## Historique
Le club est créé en 2009.

## Palmarès
- Aucun titre.